# یونه‌زاوا ۶۲۲۸
سیارک ۶۲۲۸ (به انگلیسی: 6228 Yonezawa، نامگذاری:1982BA) شش هزار و دویست و بیست و هشتمین سیارک کشف شده‌است که در ۱۷ ژانویه ۱۹۸۲ کشف شد.
قدر مطلق سیارک برابر ۱۲٫۶۰ است.